# Farmacovigilanza

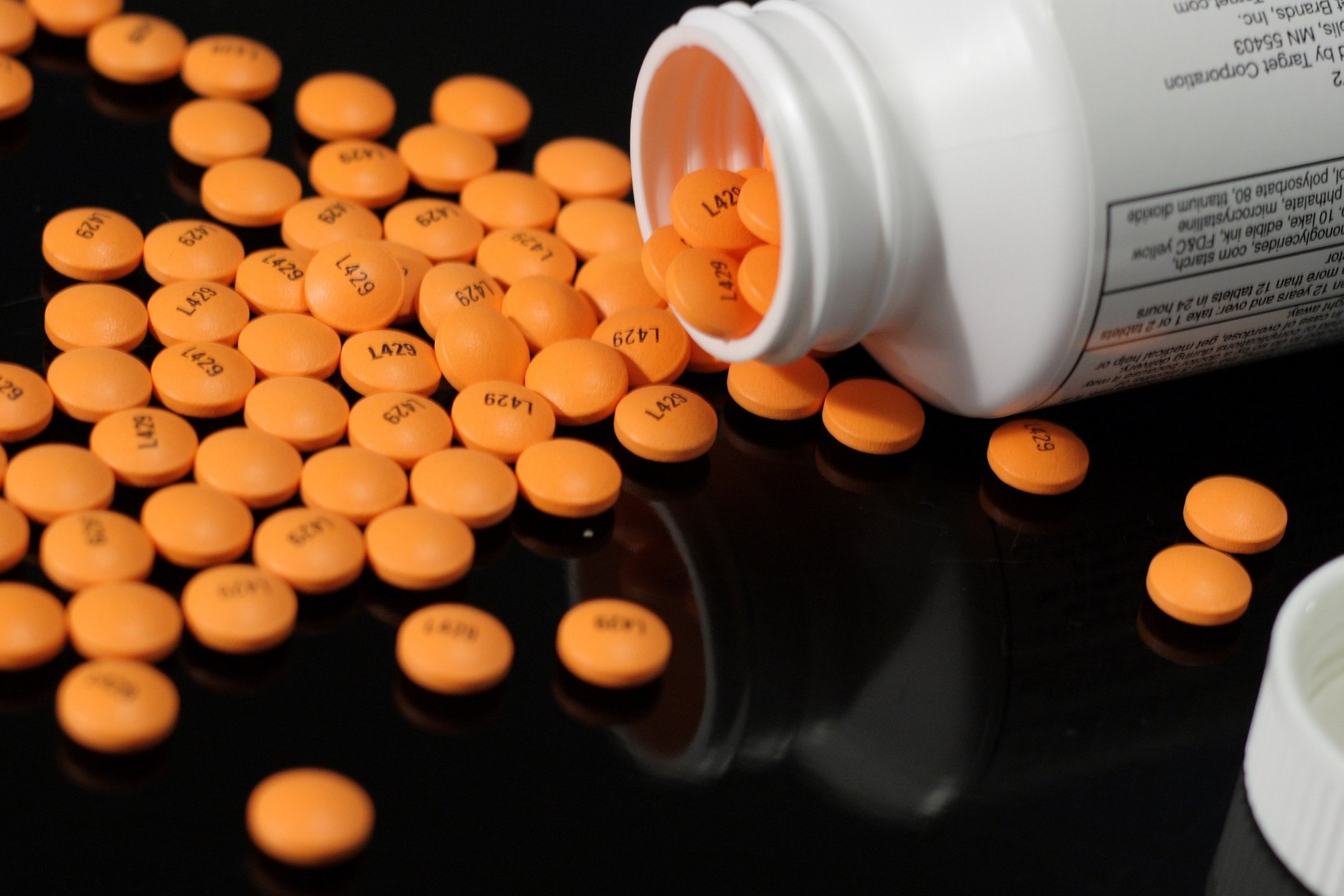
Un farmaco in compresse

La farmacovigilanza (FV) è la scienza e le attività finalizzate all'identificazione, alla valutazione, alla comprensione e alla prevenzione degli effetti avversi o di qualsiasi altro problema correlato all'uso dei medicinali e dei vaccini, per assicurare che vengano utilizzati in modo che i benefici siano superiori ai rischi. Come definito dall'Organizzazione mondiale della sanità (OMS), la farmacovigilanza comprende:
- Analisi e difesa dai rischi del farmaco,
- Attività volte a rilevare, valutare, comprendere e prevenire effetti avversi o altri problemi correlati al farmaco,
- gestione del rischio , prevenzione degli errori terapeutici, comunicazione di informazioni sui farmaci,
- promuovere l'uso sicuro ed efficace dei medicinali, in particolare fornendo informazioni tempestive sulla sicurezza dei medicinali ai pazienti, agli operatori sanitari e al pubblico.

La farmacovigilanza si applica all’intero ciclo vita di un medicinale sia allo stadio pre-autorizzativo che a quello post-autorizzativo.
Tutti i medicinali e i vaccini sono sottoposti a rigorosi test di sicurezza ed efficacia attraverso studi clinici prima di essere autorizzati per l'uso. Tuttavia, il processo di sperimentazione clinica prevede lo studio di questi prodotti in un numero relativamente piccolo di individui selezionati per un breve periodo di tempo. Alcuni effetti collaterali possono manifestarsi solo dopo che questi prodotti sono stati utilizzati da una popolazione eterogenea, comprese le persone con altre malattie concomitanti, e per un lungo periodo di tempo. È un'attività condivisa sia dalle autorità sanitarie che dall'industria farmaceutica e dagli operatori sanitari, in modo che il contributo di tutti svolga un ruolo fondamentale nel monitoraggio e nel prendere decisioni sul rapporto rischio/beneficio di un farmaco.
Essa nacque dal bisogno di allargare il controllo dell'efficacia dei farmaci nel momento del suo uso su larga scala dopo la sua scoperta o messa a punto: le fasi sperimentali cliniche precedenti, infatti, vengono eseguite su gruppi selezionati di pazienti, in condizioni ottimali e quindi, nel momento in cui il nuovo medicinale viene somministrato alla popolazione generale, potrebbero manifestarsi alcuni effetti indesiderati non riscontrati in fase sperimentale. I dati sui rischi associati all'utilizzo dei medicinali possono essere derivati da molteplici fonti: segnalazioni di sospette reazioni avverse (spontanee e non), studi clinici, letteratura scientifica, segnalazioni di industrie farmaceutiche, ecc. La FV può considerarsi, dunque, un sistema di monitoraggio permanente. Le procedure ed obblighi di segnalazione delle reazioni avverse sono applicate agli studi clinici sia nelle fasi sperimentali, prima della Autorizzazione all'Immissione in Commercio (AIC) sia negli studi clinici comparativi oltre che nella fase IV della sperimentazione farmaceutica (post - marketing).
Alcuni medicinali per uso umano sono autorizzati a condizione che siano oggetto di monitoraggio addizionale. Tra essi figurano tutti i medicinali per uso umano contenenti una nuova sostanza attiva e i medicinali biologici, compresi i medicinali biosimilari, che costituiscono una priorità per la farmacovigilanza. Le autorità competenti possono altresì richiedere un monitoraggio addizionale per i medicinali per uso umano specifici, che sono soggetti all’obbligo di condurre uno studio sulla sicurezza dopo l’autorizzazione o alle condizioni o alle limitazioni rispetto all’uso sicuro ed efficace del medicinale, da precisare nel piano di valutazione del rischio.
Esiste un parallelo sistema di farmacovigilanza per i farmaci veterinari e corrispondenti sistemi di vigilanza per i dispositivi medici e per i prodotti erboristici.

## Obiettivi
L'obiettivo della farmacovigilanza è quello di tenere sotto costante controllo il profilo rischio/beneficio dei farmaci facendo in modo che quest'ultimo sia sempre a favore della tutela dei pazienti e della salute pubblica.
In linea con questa definizione generale, l'obiettivo alla base della normativa UE applicabile in materia di farmacovigilanza è prevenire i danni causati da reazioni avverse nell'uomo derivanti dall'uso di medicinali autorizzati all'interno o al di fuori dei termini dell'autorizzazione all'immissione in commercio o dall'esposizione professionale.
I suoi principali obiettivi sonoː
- ̇Identificazione e quantificazione di reazioni avverse da farmaci (ADR) inattese.
- ̇̈Monitoraggio continuo della sicurezza di un prodotto, nell'arco della durata del suo utilizzo, per garantire che il rapporto rischio/beneficio ad esso connesso rimanga accettabile. Ciò include il monitoraggio della sicurezza che segue l'approvazione per nuove indicazioni terapeutiche.
- ̇Individuazione di sottogruppi di pazienti particolarmente a rischio di ADR (rischio correlato alla dose, all'età, al sesso).
- ̇Definizione dei profili comparativi di farmaci appartenenti alla stessa classe terapeutica.
- ̇Individuazione di inadeguatezze nella prescrizione e nella somministrazione.
- ̇Ulteriore approfondimento delle proprietà farmacologiche e tossicologiche di un prodotto e del meccanismo attraverso il quale esso può indurre una ADR.
- ̇Scoperta di nuove potenziali indicazioni e di interazioni farmacocinetiche e farmacodinamiche.
- ̇Scoperta di interazioni farmaco-farmaco significative tra il prodotto nuovo e farmaci già presenti sul mercato, in regime di co-somministrazione. È necessario quello di monitorare eventuali interazioni tra farmaci[13] altrimenti difficili da valutare basandosi sui soli dati degli studi clinici obbligatori per l'ottenimento dell'autorizzazione all'immissione in commercio del prodotto farmaceutico.
- ̇Verifica della tollerabilità a lungo termine e della efficacia dei farmaci nella pratica clinica quotidiana in pazienti non selezionati.
- ̈Comunicazione di informazioni appropriate ai professionisti della saluti.

Per effettuare una corretta valutazione del profilo di sicurezza ed efficacia dei farmaci occorre dunque segnalare e raccogliere in un unico database tutte le eventuali  "Reazione avversa a farmaco" (ADR) osservate sul territorio.
L'analisi delle segnalazioni di ADR inserite nei vari database di farmacovigilanza permette dunque di evidenziare eventuali farmaci pericolosi per la salute del paziente o di particolari categorie di pazienti a rischio quali, per esempio, bambini, anziani o donne in gravidanza. Nel caso di variazione del rapporto rischio/beneficio di un farmaco le agenzie regolatorie procederanno ad una rivalutazione del prodotto farmaceutico la quale può portare alla modifica del foglietto illustrativo sino, in casi estremi, ad un ritiro dal commercio del medicinale.
La principale attività della FV consiste nel fornire, in modo continuativo, le migliori informazioni possibili sulla sicurezza dei farmaci permettendo cosi' l'adozione delle misure opportune e in tal modo assicurare che i farmaci disponibili sul mercato presentino, nelle condizioni di utilizzo autorizzate, un rapporto beneficio rischio favorevole per la popolazione. Le informazioni sui rischi associati ai farmaci possono derivare da diverse fonti quali:
1. Segnalazioni spontanee di singoli casi di sospette reazioni avverse da parte di operatori sanitari o degli utilizzatori;
2. Studi post-autorizzazione che comprendono gli studi farmacoepidemiologici;
3. Banche dati sanitarie informatizzate;
4. Informazione pre-clinica di sperimentazioni animali e informazioni dalle ricerche cliniche su un farmaco;
5. Informazioni inerenti alla fabbricazione, alla conservazione, alla vendita, alla distribuzione, alla dispensazione, ai modelli di utilizzo, prescrizione e somministrazione ai pazienti di un farmaco;
6. Letteratura medica;
7. Altre fonti di informazione come quelle relative all'utilizzo scorretto e all'abuso dei farmaci che possano ripercuotersi sulla valutazione dei benefici e dei rischi dei farmaci;
8. Altre autorità sanitarie e organismi sanitari nazionali e internazionali.[16]

### Farmacovigilanza attiva, passiva e monitoraggio addizionale
Si parla di farmacovigilanza attiva e passiva in relazione alla spontaneità dell’attivazione di meccanismi di sorveglianza dei farmaci e della loro azione. Distinguiamo infatti casi in cui gli effetti dei farmaci vengono attivamente cercati, in funzione di un obiettivo, e casi in cui questi vengono spontaneamente segnalati. Mentre nel primo caso abbiamo una certa sistematicità dello studio, nel secondo intervengono per lo più fattori casuali oltre che quelli culturali e professionali di chi effettua la farmacovigilanza.
Sorveglianza attiva (o proattiva) significa che vengono adottate misure attive per rilevare eventi avversi. Quando parliamo di farmacovigilanza attiva ci riferiamo a quella che in realtà può essere meglio definita come farmacoepidemiologia, ossia la verifica, la conferma e la quantificazione dei rischi derivanti dall’assunzione di un farmaco. Questo è gestito da un follow-up pianificato dopo il trattamento e gli eventi possono essere rilevati chiedendo sistematicamente e direttamente ai pazienti. È meglio eseguire questa sorveglianza in modo prospettico, cioè valutando gli effetti di un trattamento seguendo le persone coinvolte a partire dall'inizio dello studio e fino alla sua conclusione, per osservare gli esiti dell'intervento stesso.
La farmacovigilanza passiva si basa sulla spontaneità delle segnalazioni. La segnalazione spontanea dipende interamente dall'iniziativa e motivazione degli operatori sanitari o degli utilizzatori. Questa è la forma più comune di farmacovigilanza. La segnalazione è comunemente indicata come "spontaneo" o "volontario" . In alcuni paesi questa forma di segnalazione è obbligatoria. clinici, i farmacisti e i membri della comunità dovrebbero essere formati su come, quando e cosa segnalare.
Nella UE, alcuni medicinali per uso umano sono autorizzati a condizione che siano oggetto di monitoraggio addizionale. Tra essi figurano tutti i medicinali per uso umano contenenti una nuova sostanza attiva e i medicinali biologici, compresi i medicinali biosimilari e i vaccini, che costituiscono una priorità per la farmacovigilanza. Le autorità competenti possono altresì richiedere un monitoraggio addizionale per i medicinali per uso umano specifici, che sono soggetti all’obbligo di condurre uno studio sulla sicurezza dopo l’autorizzazione o alle condizioni o alle limitazioni rispetto all’uso sicuro ed efficace del medicinale, da precisare nel piano di valutazione del rischio.
L’Unione Europea ha stabilito che alcuni medicinali hanno bisogno di un monitoraggio ancora più rigoroso da parte delle agenzie regolatorie. Questi sono i cosiddetti “medicinali sottoposti a monitoraggio addizionale”, e cioè:
- medicinali contenenti nuovi principi attivi autorizzati in Europa dopo il 1 gennaio 2011;
- farmaci biologici, come i vaccini e i derivati del plasma;
- farmaci biosimilari per i quali i dati di esperienza dopo la loro immissione in commercio sono limitati;
- prodotti la cui autorizzazione è subordinata a particolari condizioni (è il caso in cui l’Azienda è tenuta a fornire ulteriori dati) o autorizzati in circostanze eccezionali (quando sussiste una specifica motivazione per cui l’Azienda non può fornire un set esaustivo di dati);
- medicinali soggetti a studi sulla sicurezza dopo la concessione dell’immissione in commercio, i cui risultati sull’uso a lungo termine o su reazioni avverse rare riscontrate nel corso della sperimentazione clinica non possono essere noti da subito.

I medicinali a monitoraggio addizionale continuano ad essere “sorvegliati” per un periodo di cinque anni o fino a quando le condizioni che hanno portato a richiedere il monitoraggio addizionale non si ritengono raggiunte.
Il Pharmacovigilance Risk Assessment Committee (PRAC) si occupa di compilare ed aggiornare mensilmente le liste dei farmaci soggetti a monitoraggio addizionale, pubblicate sul sito dell’EMA.
Tutte le segnalazioni pervenute su questa categoria di medicinali saranno valutate insieme ai dati già disponibili, allo scopo di garantire che i loro benefici siano sempre superiori ai loro rischi. Solo in questo modo, quando necessario, sarà possibile intraprendere adeguate azioni regolatorie.
Negli USA funzioni analoghe a quelle del PRAC sono svolte dal Center for Drug Evaluation and Research.

## Storia
L'origine dell'attuale sistema di farmacovigilanza può essere fatta risalire al gennaio del 1848, quando una quindicenne inglese morì durante una operazione per toglierle un'unghia infetta. Il caso venne riportato sulla rivista Lancet dove varie lettere aprirono una discussione sulla tossicità delle procedure anestetiche utilizzate, in quel caso con il cloroformio. La quantità di lettere alla rivista e di casi di decesso riportati in anestesia spinsero la rivista ad istituire una commissione sugli anestetici che chiese a tutti i medici del Regno Unito e delle colonie di documentare i casi di decessi correlabili alle anestesie. I risultati dell'indagine che confutavano le convinzioni correnti sulla sicurezza del cloroformio vennero pubblicati sul Lancet nel 1893.
Altri casi di decessi correlati a farmaci negli anni successivi portarono in alcuni paesi a norme specifiche che prevedevano che la sicurezza dei farmaci dovesse essere dimostrata prima della loro approvazione sul mercato e introduceva la possibilità di condurre ispezioni in fabbrica.
Solo nel 1955 è stato dimostrato che l'acido acetilsalicilico può causare malattie gastrointestinali. Ma il caso che diede avvio all'attuale sistema internazionale di farmacovigilanza si verificò nel 1961, quando ancora con una lettera al Lancet, un medico australiano, W.G.McBride ha osservato che l'incidenza delle malformazioni congenite dei bambini (1,5%) era aumentata fino al 20% nelle donne che avevano assunto talidomide durante la gravidanza . La tragedia della talidomide ha portato alla luce numerosi problemi e criticità, in particolare l'affidabilità dei test sugli animali, il comportamento dell'azienda industriale e l'importanza del monitoraggio dei farmaci dopo la loro commercializzazione. In particolare, questa tragedia ha cambiato il sistema di Farmacovigilanza, perché la segnalazione spontanea di reazioni avverse ai farmaci è diventata sistematica, organizzata e regolamentata. Da notare che già la lettera di McBride conteneva tutti gli elementi necessari per generare una segnalazione spontanea e per stabilire una relazione di causa-effetto tra l'evento avverso e il farmaco. Nel 1964 nel Regno Unito venne introdotto un modulo specifico, la Yellow card,  per compilare un rapporto spontaneo di tossicità del farmaco. Di fronte alle difficoltà della comunicazione internazionale sugli effetti avversi dei farmaci, l'Organizzazione Mondiale della Sanità organizzò un Programma di monitoraggio internazionale dei farmaci (PIDM) durante la sua sedicesima assemblea del 1963 e nel 1968 creò centri pilota nazionali di monitoraggio dei farmaci in 10 paesiː Australia, Canada, Cecoslovacchia, Irlanda, Paesi Bassi, Germania, Nuova Zelanda, Svezia, Regno Unito, Usa, seguiti più tardi da Danimarca e Norvegia. Già i primi anni del PIDM evidenziarono la funzionalità del programmaː nel 1969, la neurite ottica retrobulbare subacuta causata dal cliochinolo in Asia ha rivelato una suscettibilità etnica ai farmaci e ai loro effetti avversi; nel 1971, lo scandalo del dietilstilbestrolo ha portato una nuova prospettiva sulla farmacovigilanza: gli effetti avversi dei farmaci possono verificarsi a distanza, o nella prossima generazione (tumori genitali nelle figlie delle madri esposte durante la gravidanza). Le prime indagini sulle reazioni avverse segnalate del nascituro sistema di farmacovigilanza portarono al ritiro dal mercato del benoxaprofene e del practololo.
Dal 1971 la gestione e coordinazione dei centri nazionali venne affidata al centro di monitoraggio farmaci dell'OMS a Ginevra. La Francia aprì nel 1973 i primi 6 centri di farmacovigilanza ospedaliera, dove venne ufficializzato l'uso del termine «farmacovigilanza». L'Italia entrò nel PIDM dell'OMS nel 1975. Il governo svedese e l'OMS nel 1978 fondarono il centro di monitoraggio di Uppsala, dove venne trasferito il centro di monitoraggio farmaci di Ginevra, col compito di raccogliere e gestire le segnalazioni internazionali che nel 2021 possono arrivare dai 147 paesi membri e 24 paesi associati al PIDM.

## Terminologia
Il monitoraggio continuo delle segnalazioni degli eventi clinici avversi di un farmaco e più in generale la valutazione delle informazioni relative alla sicurezza dei medicinali assieme alle attività finalizzate ad assicurarne un rapporto rischio/beneficio favorevole per la popolazione rientrano nell’ambito della farmacovigilanza nazionale e internazionale. Il monitoraggio internazionale dei farmaci ha dovuto per prima cosa superare l'ostacolo di una terminologia e classificazione non armonizzata.
Sotto gli auspici dei primi 10 paesi aderenti al PIDM, nel 1968 il prof. Jan Venulet e il gruppo di sicurezza dei farmaci della FDA hanno sviluppato un thesaurus standard, DART (Dictionary of Adverse Reaction Terms), per utilizzare nelle segnalazioni spontanee una terminologia uniforme che descrivesse le reazioni avverse basata sul sistema corporeo. In seno al FDA il DART si è evoluto in COSTART (Coding Symbols for a Thesaurus of Adverse Reaction Terms), che è stato utilizzato fino al MedDRA (Medical Dictionary for Regulatory Activities) era adottato alla fine degli anni '90 dalla Commissione Europea nell'ambito della Conferenza internazionale per l'armonizzazione dei requisiti tecnici per la registrazione dei farmaci ad uso umano.
Anche la terminologia con cui denotare gli effetti indesiderati dei farmaci è stata oggetto di controversie e di una progressiva evoluzione.
Nel 1972 l'OMS ha pubblicato un primo glossario fissando una distinzione primaria tra «reazioni avverse», quando è accertato che il farmaco è la causa della reazione, e «eventi avversi», quando non c'è un nesso causale.
I termini con cui classificare i diversi effetti collaterali a un farmaco contemplano anche un utilizzo specifico nella fase di sperimentazione clinica, prima della Autorizzazione all'Immissione in Commercio (AIC).

### Reazione avversa a farmaco
Nel 1978, l'OMS con lo scopo di uniformare e armonizzare la terminologia fra i vari Paesi. definì la «reazione avversa da farmaco» (ADR dall'inglese Adverse Drug Reaction) come "una risposta a un farmaco che è nociva e non intenzionale, e che si verifica alle dosi normalmente utilizzate nell'uomo per la profilassi, diagnosi o terapia di una malattia, o per la modifica di funzione fisiologica". Sempre l'OMS distinse poi la «reazione avversa inaspettata» come “una reazione avversa, la cui natura o severità non è in accordo con quanto riportato sul foglietto illustrativo e con l'autorizzazione rilasciata per la sua commercializzazione, o inaspettata in base alle caratteristiche del farmaco”.  Il termine «effetto avverso» da farmaco è intercambiabile con reazione avversa da farmaco.
Queste definizioni, adottate nei paesi aderenti al PIDM dell'OMS vennero riportate nella direttiva dell'UE che istituì l'EudraVigilance nel 2001 attuata in Italia con Decreto Legislativo n. 219 del 2006.
Queste definizioni escludevano eventuali reazioni conseguenti ad un utilizzo del farmaco non conforme alle indicazioni presenti nel riassunto delle caratteristiche del prodotto (RCP).
Per ampliare il campo di applicazione del monitoraggio la definizione di ADR è stata modificata nella comunità Europea nel 2010 dalla Direttiva Europea 2010/84/EU e dal Regolamento UE 1235/2010 con pubblicazione sulla Gazzetta ufficiale Europea L 348 del 31 dicembre 2010 recepiti in Italia il 2 luglio 2012., L'attuale definizione di reazione avversa da farmaco nella UE èː "un effetto nocivo e non voluto conseguente all’uso di un medicinale".
L'attuale definizione nella UE, nell'ambito del rafforzamento del quadro giuridico per la sorveglianza dei medicinali, con regole volte ad agevolare l’iter delle procedure per far fronte ai problemi di sicurezza dei medicinali implica la manifestazione del fenomeno in relazione a:
- utilizzo conforme alle indicazioni contenute nell'autorizzazione all'immissione in commercio (AIC) del farmaco;
- errori terapeutici;
- utilizzo non conforme alle indicazioni contenute nell'autorizzazione all'immissione in commercio quali sovradosaggio, uso improprio o abuso del medicinale;
- reazione associata all'esposizione per motivi professionali.

Ne deriva dunque che, nella UE, anche eventuali reazioni avverse a farmaco conseguenti ad un utilizzo off-label del medicinale, così come un sovradosaggio di farmaco anche autoinflitto a scopo autolesivo, vadano considerate e segnalate alle autorità competenti come ADR.
L'interpretazione europea è stata condivisa anche dalla FDA statunitense che definisce «reazione avversa» qualsiasi evento avverso causato da un farmaco.
Le reazioni avverse sono un sottoinsieme di tutte le reazioni avverse sospette per le quali vi è motivo di concludere che il farmaco abbia causato l'evento.
Esistono due tipi di ADRː le reazioni di tipo Aː comuni, prevedibili, solitamente dose-dipendenti e appaiono come manifestazioni eccessive del normale farmacologia/tossicologia del farmaco; sono raramente fatali. Le reazioni di tipo B sono invece rare, imprevedibili, spesso indipendenti dalla dose, e di solito rappresentano manifestazioni anormali del farmacologia/tossicologia del farmaco; coinvolgono tassi relativamente elevati di morbilità grave e mortalità
Tutte le risposte nocive e non intenzionali a un medicinale correlate a qualsiasi dose devono essere considerate reazioni avverse al farmaco. Durante le indagini cliniche possono verificarsi eventi avversi che, se sospettati di essere correlati al medicinale (reazioni avverse al farmaco), potrebbero essere sufficientemente significativi da portare a cambiamenti importanti nel modo in cui il medicinale viene sviluppato (ad es. monitoraggio necessario, moduli di consenso). Ciò è particolarmente vero per le reazioni che, nelle loro forme più gravi, minacciano la vita o la funzione. Tali reazioni dovrebbero essere segnalate tempestivamente alle autorità di regolamentazione. L'espressione "risposte a un medicinale" significa che una relazione causale tra un medicinale e un evento avverso è almeno una possibilità ragionevole, vale a dire che la relazione non può essere esclusa.

### Sospetta reazione avversa
La nuova definizione di reazione/effetto avverso ha introdotto l'uso di «sospetta reazione avversa» che indica qualsiasi evento avverso per il quale esiste una ragionevole possibilità che il farmaco abbia causato l'evento avverso. Ai fini della segnalazione sulla sicurezza dei farmaci, «ragionevole possibilità» significa che esistono prove che suggeriscono una relazione causale tra il farmaco e l'evento avverso. Una sospetta reazione avversa implica un minor grado di certezza sulla causalità rispetto a una reazione avversa.
Le informazioni concernenti i sospetti effetti indesiderati non devono essere interpretate nel senso che il medicinale o il principio attivo sono effettivamente causa dell'effetto osservato o che il loro uso non è sicuro. Solo una valutazione dettagliata e un esame scientifico approfonditi di tutti i dati disponibili consentono di trarre conclusioni fondate sui benefici e sui rischi di un medicinale.
Le segnalazioni spontanee post-market dagli operatori sanitari sono sempre "sospette reazioni avverse", mentre soprattutto negli studi clinici e nei rapporti pre-market, compresi quelli per ottenere l'autorizzazione al commercio, si distinguono altre classi di eventi o effetti correlati al farmaco.

### Evento avverso
Viene definito «evento avverso» (AE) un “qualsiasi evento medico non desiderato, che insorga in un paziente o in un soggetto incluso in uno studio clinico a cui venga somministrato un medicamento e che non necessariamente abbia una relazione causale con il trattamento”. Tale definizione, comprende un’ampia varietà di eventi che possono insorgere nel corso di una terapia farmacologica, come per esempio le reazioni avverse da farmaco, l’insuccesso terapeutico e l’overdose. La differenza tra un ADR e un AE è cruciale eppure questi i termini sono ampiamente utilizzati in modo improprio. In pratica, determinare se un farmaco è spesso responsabile di un particolare evento avverso in un singolo paziente difficile e bisogna dare un giudizio (per una spiegazione del principi su cui si basa questo giudizio . Quando il giudizio è che il farmaco è una possibile causa, questo dovrebbe essere definito un sospetto ADR. È l'esperienza e il giudizio professionale del clinico che porta a sospettare che il farmaco sia la causa della reazione, ma quel sospetto potrebbe non essere corretto.
Il termine AE viene utilizzato solo nel contesto della raccolta sistematica di dati quando nessun elemento di giudizio è coinvolto.

#### Evento avverso grave
Viene definito evento avverso grave (SAE) qualsiasi evento medico spiacevole che , a qualsiasi dose , provochi la morte, richieda il ricovero in ospedale o il prolungamento della degenza ospedaliera esistente, provochi disabilità o incapacità persistenti o significative o sia in pericolo di vita o difetti congeniti.

#### Evento avverso pericoloso per la vita
Per la FDA un evento avverso o sospetta reazione avversa sono pericolosi per la vita se, dal punto di vista dello sperimentatore, il suo verificarsi pone il paziente o il soggetto a rischio immediato di morte. Non include un evento avverso o una sospetta reazione avversa che, se si fosse verificato in una forma più grave, avrebbe potuto causare la morte.

#### Evento avverso imprevisto
Con evento avverso imprevisto ci si riferisce a un evento o reazione che non è elencato nel foglietto illustrativo nell'opuscolo dello sperimentatore o non è elencato in base alla specificità o alla gravità osservata; oppure, se l'opuscolo per lo sperimentatore non è richiesto o disponibile, non è coerente con le informazioni sui rischi descritti nel piano investigativo generale o altrove nell'attuale domanda.

### Sospetta e inattesa reazione avversa seria
Si considera una sospetta e inattesa reazione avversa seria (SUSAR) una reazione avversa di natura o gravità non prevedibili in base alle informazioni relative al prodotto (riportate nel dossier per lo sperimentatore, se il prodotto è in sperimentazione o nella scheda delle caratteristiche del prodotto, nel caso di un prodotto autorizzato). Se il medicinale somministrato al soggetto è un medicinale di confronto con un farmaco autorizzato, la reazione avversa deve essere rivalutata per stabilire se è attesa o inattesa in base al riassunto delle caratteristiche del prodotto incluso nel protocollo dello studio. Se la reazione avversa è inattesa, allora la SUSAR deve essere notificata con procedura d’urgenza; altrimenti si tratta di una reazione avversa seria attesa, da non notificare con procedura d’urgenza.

### Effetto collaterale
Viene chiamato effetto collaterale di un prodotto farmaceutico quello che si verifica alle dosi normalmente utilizzate nell'uomo e correlato alle proprietà farmacologiche del medicinale. Tale effetto può essere positivo o negativo. Tali effetti possono essere ben noti e persino previsti e possono richiedere un cambiamento minimo o nullo nella gestione del paziente. Questo termine, di uso comune, anche in ingleseː side effect, essendo poco specifico, tende a non essere utilizzato nelle segnalazioni della farmacovigilanza.

### Segnale
Sono considerati segnali: “Le informazioni che derivano da una o più fonti (incluse fonti osservazionali o sperimentali) che suggeriscano l’esistenza di una nuova probabile associazione causale o un nuovo aspetto di una associazione nota conseguente ad un intervento terapeutico ed un evento o un gruppo di eventi correlati, siano essi avversi o favorevoli, e che siano stati valutati avere una sufficiente probabilità di correlazione da consigliare una azione di verifica.”
Le informazioni sui rischi associati ai farmaci possono derivare da diverse fonti quali:
a) Segnalazioni spontanee di singoli casi di sospette reazioni avverse da parte di operatori sanitari o degli utilizzatori;
b) Studi post-autorizzazione che comprendono gli studi farmacoepidemiologici;
c) Banche dati sanitarie informatizzate;
d) Informazione pre-clinica di sperimentazioni animali e informazioni dalle ricerche cliniche su un farmaco;
e) Informazioni inerenti alla fabbricazione, alla conservazione, alla vendita, alla distribuzione, alla dispensazione, ai modelli di utilizzo, prescrizione e somministrazione ai pazienti di un farmaco;
f) Letteratura medica;
g) Altre fonti di informazione come quelle relative all'utilizzo scorretto e all'abuso dei farmaci che possano ripercuotersi sulla valutazione dei benefici e dei rischi dei farmaci;
h) Altre autorita' sanitarie e organismi sanitari nazionali e internazionali.
La segnalazione di casi di reazioni avverse sospette osservate nei singoli pazienti è un processo fondamentale alla base della farmacovigilanza. 
Una segnalazione spontanea è una comunicazione non richiesta da parte di operatori sanitari professionisti o consumatori che descrivono una o più reazioni avverse in un paziente che è stato somministrato uno o più medicinali e che non derivi da uno studio o da alcuno sistema di raccolta dati organizzato.
La segnalazione spontanea rappresenta un meccanismo importante grazie al quale operatori sanitari e consumatori possono comunicare reazioni avverse sospette alle autorità di regolamentazione dei medicinali o alle ditte farmaceutiche. Tali segnalazioni possono generare segnali di potenziali problematiche per la sicurezza, ma da sole raramente sono sufficienti a confermare che un certo effetto indesiderato in un paziente sia stato causato da un medicinale specifico.
La segnalazione di una reazione avversa sospetta non implica necessariamente che il medicinale abbia causato l’effetto osservato, poiché questo potrebbe essere stato causato anche dalla malattia trattata, da una nuova malattia sviluppata dal paziente o da un altro medicinale da questi assunto.
Pertanto, la valutazione del nesso di causalità e l’interpretazione delle segnalazioni viene eseguita nel contesto di tutti i dati rilevanti disponibili.
Il numero di segnalazioni di una reazione avversa sospetta di per sé non è sufficiente per valutare la probabilità che la reazione sia stata causata da un medicinale specifico. Si deve tenere conto di altri fattori, tra cui l’incidenza naturale di tale reazione avversa sospetta, la portata e le condizioni d’uso del medicinale, la natura della reazione e la sensibilizzazione del pubblico. Queste informazioni devono essere prese in considerazione quando si interpretano diverse segnalazioni, al fine di evitare conclusioni fuorvianti riguardo ai profili di sicurezza dei medicinali.

## Nel mondo

### Italia
L'attività è svolta dall'Agenzia italiana del farmaco (AIFA). Il sistema nazionale italiano di farmacovigilanza è basato sull'inserimento delle ADRs nella Rete nazionale di farmacovigilanza (RNF) gestita direttamente dall'AIFA.
Periodicamente tutti i dati nazionali sono poi riversati in un altro apposito database europeo (EudraVigilance) gestito dall'Agenzia europea per i medicinali.

#### Quadro normativo
La prima norma sulla farmacovigilanza fu il decreto legge 30 ottobre 1987 n. 443, convertito nella legge 29 dicembre 1987 n. 531, che stabilì l'obbligatorietà della segnalazione spontanea.
La normativa principale è oggi rappresentata da:
- decreto del Ministero della salute 21 novembre 2003 ("Istituzione elenco dei farmaci da sottoporre a monitoraggio intensivo");[55]
- decreto del Ministero della salute 12 dicembre 2003 ("nuovo modello di scheda unica di segnalazione");[56]
- decreto legislativo 24 aprile 2006 n. 219. ("Attuazione della direttiva 2001/83/CE relativa ad un codice comunitario concernente i medicinali per uso umano, nonché della direttiva 2003/94/CE ")[57]
- regolamento UE 1235/2010 e Direttiva 2010/84/UE

#### Metodi utilizzati per la farmacovigilanza
- Promozione di iniziative atte a garantire la comunicazione tra le varie Regioni e l'AIFA;
- In collaborazione con l'Istituto superiore di sanità e AIFA, coordina le attività di farmacoepidemiologia, farmacoutilizzazione e, ovviamente, di farmacovigilanza attiva;
- Provvede, in collaborazione con l'Istituto superiore di sanità, a presentare al Parlamento, il rapporto annuale sulla farmacovigilanza;
- I responsabili della farmacovigilanza tra le regioni, si riuniscono periodicamente in convegni organizzati dall'AIFA per concordare le modalità operative più adatte all'assoluzione dei compiti prefissi;
- Su proposte dell'AIFA, in concorso con l'Istituto superiore di sanità, il Ministero della salute e le Regioni, vengono elaborate le linee guida, conformi comunque a quelle comunitarie, rivolte agli operatori sanitari, utili alla farmacovigilanza.

#### Modalità di segnalazione gli eventi avversi
I soggetti preposti alla segnalazione sono:
- medici e medici veterinari;
- farmacisti;
- biologi e biotecnologi;
- aziende farmaceutiche;
- informatori scientifici del farmaco;
- infermieri;
- operatori sanitari;
- privati cittadini.

È necessario compilare apposita scheda di segnalazione, che può essere richiesta:
- al responsabile della FV della ASL di appartenenza;
- alle AO (aziende ospedaliere);
- all'informatore scientifico del farmaco di qualsiasi industria farmaceutica;
- reperita direttamente sul sito dell'AIFA (dove si può trovare anche l'apposita scheda elettronica di segnalazione di reazioni avverse a farmaco per il cittadino);

Può inoltre essere ritagliata dal Bollettino di informazione sui farmaci; La scheda, una volta compilata, va inviata al responsabile della FV dell'ASL o della AO di appartenenza Oppure può anche essere consegnata all'informatore scientifico del farmaco o all'azienda farmaceutica che commercializza il farmaco.